# Општина Горгота (Прахова)
Горгота (рум. Gorgota) општина је у Румунији у округу Прахова.
Oпштина се налази на надморској висини од 108 m.